# Xã Liberty, Quận Washington, Ohio
Xã Liberty (tiếng Anh: Liberty Township) là một xã thuộc quận Washington, tiểu bang Ohio, Hoa Kỳ. Năm 2010, dân số của xã này là 481 người.